# Strigoderma contracta
Strigoderma contracta är en skalbaggsart som beskrevs av Bates 1888. Strigoderma contracta ingår i släktet Strigoderma och familjen Rutelidae. Inga underarter finns listade i Catalogue of Life.